# ロクス

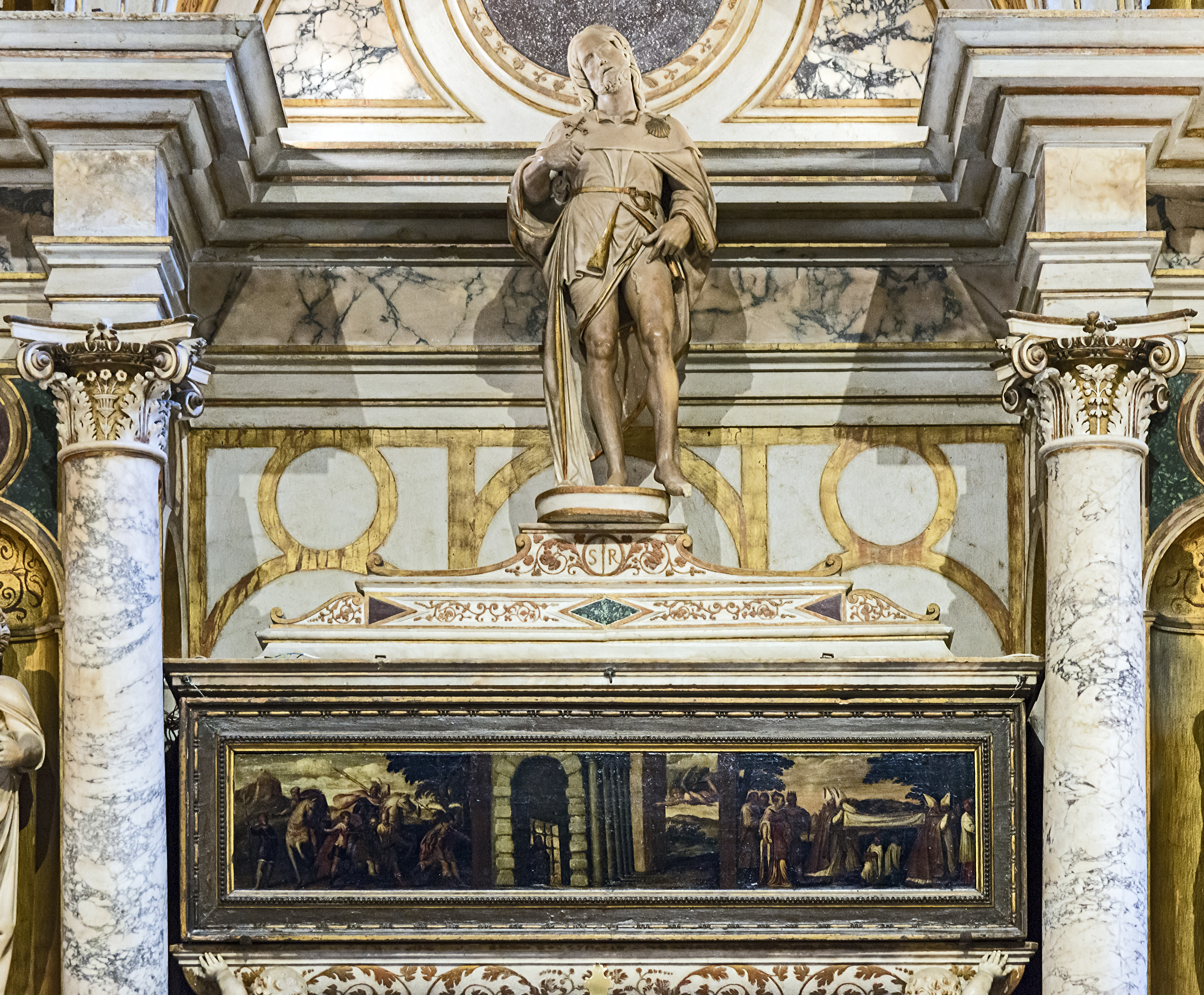
ヴェネツィアの聖ロッシュの墓。

聖ロクス （ラテン語:Rochus、イタリア語:Rocco、フランス語:Roch、スペイン語及びポルトガル語:Roque、1295年 - 1327年8月16日）は、カトリック教会の聖人。ペスト（黒死病）に対する守護聖人とされたことから、古くからヨーロッパで崇敬の対象となってきた。絵画や肖像では、裂傷を負った脚を見せて立ち、傍らにはパンをくわえたイヌが描かれている。犬が食べ物を運び、ロクスの傷を舐めて治してくれたという伝説がある。

## 来歴
1295年、フランスのモンペリエで総督の子息として生まれた。20歳のとき両親をなくしたのを機に全財産を貧者のために投げうってローマ巡礼の旅に出た。ローマでは当時流行していたペスト患者の看護にあたった。ロクスが患者の頭上に十字架の印をすると、患者はたちまち癒えたという。ピアチェンツァでロクス自身もペストにかかった。回復後、ロクスは祖国に戻り故郷モンペリエに到着したが、フランスは戦争で分裂状態であったため彼の身元が判明しなかった。ロクスはスパイだと勘違いされ刑務所に投獄され、1327年に獄中で死去した